# Okręg wyborczy nr 24 do Senatu Rzeczypospolitej Polskiej (2001–2011)
Okręg wyborczy nr 24 do Senatu Rzeczypospolitej Polskiej obejmował w latach 2001–2011 obszar miast na prawach powiatu Gdańska i Sopotu oraz powiatów gdańskiego, kwidzyńskiego, malborskiego, nowodworskiego, starogardzkiego, sztumskiego i tczewskiego (województwo pomorskie). Wybierano w nim 3 senatorów na zasadzie większości względnej.
Powstał w 2001, jego obszar należał wcześniej do okręgów obejmujących części województw elbląskiego i gdańskiego. Zniesiony został w 2011, na jego obszarze utworzono nowe okręgi nr 65, 66 i 67.
Siedzibą okręgowej komisji wyborczej był Gdańsk.

## Reprezentanci okręgu
| Rok  | Senator komitet wyborczy                     | Senator komitet wyborczy                                                             | Senator komitet wyborczy                     | Senator komitet wyborczy                                       | Senator komitet wyborczy                     | Senator komitet wyborczy                                                         |
| ---- | -------------------------------------------- | ------------------------------------------------------------------------------------ | -------------------------------------------- | -------------------------------------------------------------- | -------------------------------------------- | -------------------------------------------------------------------------------- |
| 2001 |                                              | Anna Kurska KWW i Sympatyków Lecha Kaczyńskiego (2001) Prawo i Sprawiedliwość (2005) |                                              | Longin Pastusiak KKW Sojusz Lewicy Demokratycznej – Unia Pracy |                                              | Olga Krzyżanowska KWW Blok Senat 2001                                            |
| 2005 |                                              | Anna Kurska KWW i Sympatyków Lecha Kaczyńskiego (2001) Prawo i Sprawiedliwość (2005) |                                              | Maciej Płażyński KWW Macieja Płażyńskiego                      |                                              | Bogdan Borusewicz KWW Bogdana Borusewicza (2005) Platforma Obywatelska RP (2007) |
| 2007 |                                              | Andrzej Grzyb Platforma Obywatelska RP                                               |                                              | Janusz Rachoń Platforma Obywatelska RP                         |                                              | Bogdan Borusewicz KWW Bogdana Borusewicza (2005) Platforma Obywatelska RP (2007) |
| 2011 | okręg zniesiony, patrz okręgi nr 65, 66 i 67 | okręg zniesiony, patrz okręgi nr 65, 66 i 67                                         | okręg zniesiony, patrz okręgi nr 65, 66 i 67 | okręg zniesiony, patrz okręgi nr 65, 66 i 67                   | okręg zniesiony, patrz okręgi nr 65, 66 i 67 | okręg zniesiony, patrz okręgi nr 65, 66 i 67                                     |

## Wyniki wyborów
Symbolem „●” oznaczono senatorów ubiegających się o reelekcję.

### Wybory parlamentarne 2001
| Kandydat                                              | Kandydat             | Komitet wyborczy                                          | Głosów  |
| ----------------------------------------------------- | -------------------- | --------------------------------------------------------- | ------- |
|                                                       | Anna Kurska          | KWW i Sympatyków Lecha Kaczyńskiego                       | 142 461 |
|                                                       | Longin Pastusiak     | KKW Sojusz Lewicy Demokratycznej – Unia Pracy             | 122 654 |
|                                                       | Olga Krzyżanowska    | KWW Blok Senat 2001                                       | 117 415 |
|                                                       | Wanda Kustrzeba      | KKW Sojusz Lewicy Demokratycznej – Unia Pracy             | 95 412  |
|                                                       | Henryk Wojciechowski | KKW Sojusz Lewicy Demokratycznej – Unia Pracy             | 92 934  |
|                                                       | Jan Kozłowski        | KWW Blok Senat 2001                                       | 81 252  |
|                                                       | Stefan Grabski       | Liga Polskich Rodzin                                      | 80 951  |
|                                                       | Antoni Szymański     | KWW Blok Senat 2001                                       | 55 423  |
|                                                       | Bogusław Grabowski   | Polskie Stronnictwo Ludowe                                | 34 242  |
|                                                       | Romuald Drynko       | Polskie Stronnictwo Ludowe                                | 24 861  |
|                                                       | Wojciech Podjacki    | KWW na rzecz niezależnego Kandydata Wojciecha Podjackiego | 11 715  |
| Frekwencja: 47,56% Źródło: Państwowa Komisja Wyborcza |                      |                                                           |         |

### Wybory parlamentarne 2005
| Kandydat                                              | Kandydat               | Komitet wyborczy                    | Głosów  |
| ----------------------------------------------------- | ---------------------- | ----------------------------------- | ------- |
|                                                       | Maciej Płażyński       | KWW Macieja Płażyńskiego            | 151 018 |
|                                                       | Anna Kurska●           | Prawo i Sprawiedliwość              | 104 331 |
|                                                       | Bogdan Borusewicz      | KWW Bogdana Borusewicza             | 101 541 |
|                                                       | Henryk Ćwikliński      | Platforma Obywatelska RP            | 96 538  |
|                                                       | Longin Pastusiak●      | Sojusz Lewicy Demokratycznej        | 69 147  |
|                                                       | Czesław Czyżewski      | Liga Polskich Rodzin                | 43 924  |
|                                                       | Elżbieta Marusik       | Platforma Janusza Korwin-Mikke      | 32 300  |
|                                                       | Jan Koziatek           | Liga Polskich Rodzin                | 31 035  |
|                                                       | Krystyna Gozdawa-Nocoń | Sojusz Lewicy Demokratycznej        | 29 062  |
|                                                       | Ryszard Zagłoba        | Sojusz Lewicy Demokratycznej        | 25 273  |
|                                                       | Stanisław Gumiński     | Samoobrona Rzeczpospolitej Polskiej | 24 907  |
|                                                       | Mirosław Plutowski     | Liga Polskich Rodzin                | 24 381  |
|                                                       | Grażyna Paturalska     | KWW Grażyny Paturalskiej            | 24 077  |
|                                                       | Czesław Kiernozek      | Samoobrona Rzeczpospolitej Polskiej | 21 121  |
|                                                       | Jan Iluk               | Partia Demokratyczna – demokraci.pl | 17 178  |
|                                                       | Kazimierz Abramski     | Polska Partia Narodowa              | 7554    |
| Frekwencja: 44,00% Źródło: Państwowa Komisja Wyborcza |                        |                                     |         |

### Wybory parlamentarne 2007
| Kandydat                                              | Kandydat            | Komitet wyborczy                      | Głosów  |
| ----------------------------------------------------- | ------------------- | ------------------------------------- | ------- |
|                                                       | Bogdan Borusewicz●  | Platforma Obywatelska RP              | 267 066 |
|                                                       | Andrzej Grzyb       | Platforma Obywatelska RP              | 179 414 |
|                                                       | Janusz Rachoń       | Platforma Obywatelska RP              | 175 743 |
|                                                       | Stefan Grabski      | Prawo i Sprawiedliwość                | 126 145 |
|                                                       | Anna Kurska●        | Prawo i Sprawiedliwość                | 105 642 |
|                                                       | Tomasz Posadzki     | KKW Lewica i Demokraci SLD+SDPL+PD+UP | 54 412  |
|                                                       | Wojciech Przybylski | Polskie Stronnictwo Ludowe            | 53 074  |
|                                                       | Andrzej Śnieg       | KKW Lewica i Demokraci SLD+SDPL+PD+UP | 48 186  |
|                                                       | Michał Kubach       | KKW Lewica i Demokraci SLD+SDPL+PD+UP | 45 821  |
| Frekwencja: 58,34% Źródło: Państwowa Komisja Wyborcza |                     |                                       |         |